# 韋禮安
韋 礼安（繁体字：韋 禮安、ウェイ・リアン、英: William Wei Li An、1987年3月5日 - ）は台湾の歌手、シンガーソングライター。Weibirdとして知られている。

## 来歴
韋禮安は、スタジオアルバム6個、ライブアルバム1個、EP2個をリリースしている。 2011年ゴールデンメロディーアワード最優秀歌手賞を受賞し、2015年には最優秀作曲者賞を受賞した。
2007年にリアリティ番組の歌唱コンテスト「ハッピーサンデー」の第1シーズンの優勝者としてメディアの注目を集めた。
2010年に自身の名を冠したデビューアルバム『ウィリアム・ウェイ』をリリースし、第22回ゴールデンメロディアワードで4部門にノミネートされ、最優秀新人賞を受賞した。
3枚目のスタジオアルバム『Journey into The Night』は第26回ゴールデンメロディーアワードで2部門にノミネートされ、リードシングル「狼」は最優秀作曲家賞を受賞した。 
2021年、アルバム『Sounds of My Life』で第32回ゴールデンメロディーアワードの4部門にノミネートされた。「如果可以」(日本語版:赤い糸)は、第58回金馬奨最優秀映画主題歌賞にノミネートされた。この曲は第33回ゴールデンメロディーアワードの年間最優秀楽曲賞にもノミネートされた。